# Le Mesnil-Ozenne
Le Mesnil-Ozenne est une commune française, située dans le département de la Manche en région Normandie, peuplée de 269 habitants.
Elle fait partie des villages labellisés Village patrimoine, qui œuvrent à mettre en avant leurs patrimoines matériels et/ou immatériels (historique, culturel, naturel, architectural, etc.).

## Géographie
La commune est au centre de l'Avranchin. Son bourg est à 9,5 km au nord-est de Ducey, à 10 km au sud-ouest de Brécey, à 11 km à l'est d'Avranches et à 17 km au nord-ouest de Saint-Hilaire-du-Harcouët.
Deux petits bois sont présents sur le territoire : un au nord du Soudret, un à l'est des Pareys. Le Mesnil-Ozenne est bordée par le ruisseau du Pont-Levesque (à l'ouest) et le ruisseau du Moulin du Bois (à l'est).
La commune se compose du bourg principal (Mesnil-Ozenne) et de plusieurs écarts : la Cour, la Prairie, le Manoir, la Planche, le Dézert, Notre-Dame du Val, le Soudret, les Hautes Mares, les Basses Mares, le Forget, Launay-Ponas, les Pareys, Beaurepaire, le Rocher, la Boissière, Launay-Baudry, le Petit Mesnil, la Hudardière.
| Saint-Ovin | La Boulouze (comm. ass. à Saint-Ovin) | Le Grand-Celland                          |
| Saint-Ovin | du Mesnil-Ozenne                      | Montgothier (comm. ass. à Isigny-le-Buat) |
| Marcilly   | Marcilly                              | Montgothier (comm. ass. à Isigny-le-Buat) |

### Hydrographie
La commune est située dans le bassin Seine-Normandie. Elle est drainée par le ruisseau du Moulin du Bois, le ruisseau du Pont-Levesque, le fossé 01 de la Maquellerie, le ruisseau de la Boissiere et divers autres petits cours d'eau,.

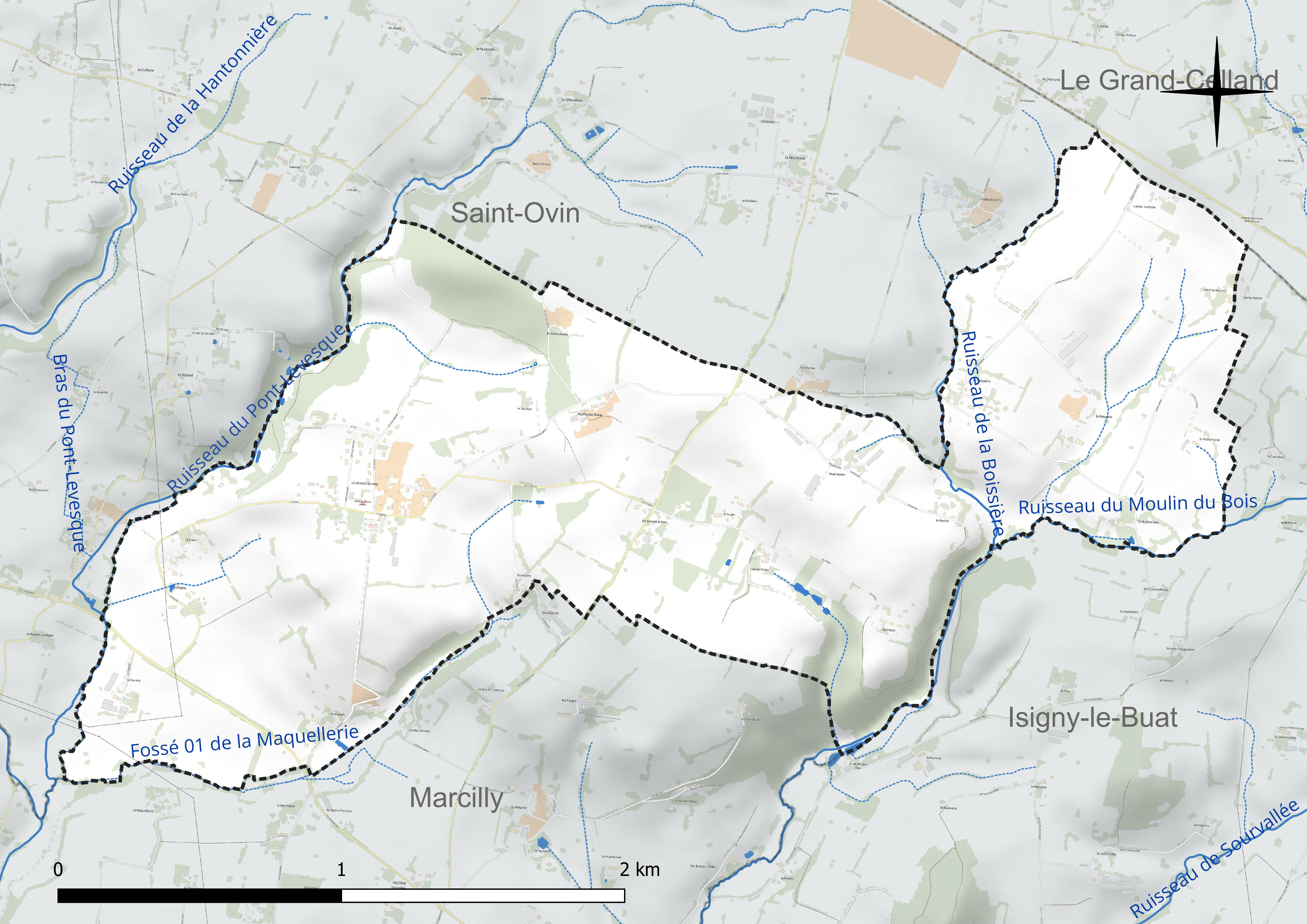
Réseau hydrographique du Mesnil-Ozenne.

### Climat
Pour des articles plus généraux, voir Climat de la Normandie et Climat de la Manche.
En 2010, le climat de la commune est de type climat océanique franc, selon une étude du CNRS s'appuyant sur une série de données couvrant la période 1971-2000. En 2020, Météo-France publie une typologie des climats de la France métropolitaine dans laquelle la commune est exposée à un climat océanique et est dans la région climatique  Bretagne orientale et méridionale, Pays nantais, Vendée, caractérisée par une faible pluviométrie en été et une bonne insolation. Parallèlement le GIEC normand, un groupe régional d’experts sur le climat, différencie quant à lui, dans une étude de 2020, trois grands types de climats pour la région Normandie, nuancés à une échelle plus fine par les facteurs géographiques locaux. La commune est, selon ce zonage, exposée à un « climat maritime », correspondant au Cotentin et à l'ouest du département de la Manche, frais, humide et pluvieux, où les contrastes pluviométrique et thermique sont parfois très prononcés en quelques kilomètres quand le relief est marqué.
Pour la période 1971-2000, la température annuelle moyenne est de 10,6 °C, avec une amplitude thermique annuelle de 12,7 °C. Le cumul annuel moyen de précipitations est de 1 061 mm, avec 14,7 jours de précipitations en janvier et 9,4 jours en juillet. Pour la période 1991-2020, la température moyenne annuelle observée sur la station météorologique la plus proche, située sur la commune de Saint-Hilaire-du-Harcouët à 14 km à vol d'oiseau, est de 11,5 °C et le cumul annuel moyen de précipitations est de 929,5 mm,. Pour l'avenir, les paramètres climatiques de la commune estimés pour 2050 selon différents scénarios d’émission de gaz à effet de serre sont consultables sur un site dédié publié par Météo-France en novembre 2022.

## Urbanisme

### Typologie
Au 1er janvier 2024, Le Mesnil-Ozenne est catégorisée commune rurale à habitat dispersé, selon la nouvelle grille communale de densité à sept niveaux définie par l'Insee en 2022.
Elle est située hors unité urbaine. Par ailleurs la commune fait partie de l'aire d'attraction d'Avranches, dont elle est une commune de la couronne,. Cette aire, qui regroupe 32 communes, est catégorisée dans les aires de moins de 50 000 habitants,.

### Occupation des sols
L'occupation des sols de la commune, telle qu'elle ressort de la base de données européenne d’occupation biophysique des sols Corine Land Cover (CLC), est marquée par l'importance des territoires agricoles (92 % en 2018), une proportion identique à celle de 1990 (92 %). La répartition détaillée en 2018 est la suivante : prairies (53,8 %), terres arables (33,5 %), forêts (8 %), zones agricoles hétérogènes (4,7 %). L'évolution de l’occupation des sols de la commune et de ses infrastructures peut être observée sur les différentes représentations cartographiques du territoire : la carte de Cassini (XVIIIe siècle), la carte d'état-major (1820-1866) et les cartes ou photos aériennes de l'IGN pour la période actuelle (1950 à aujourd'hui).

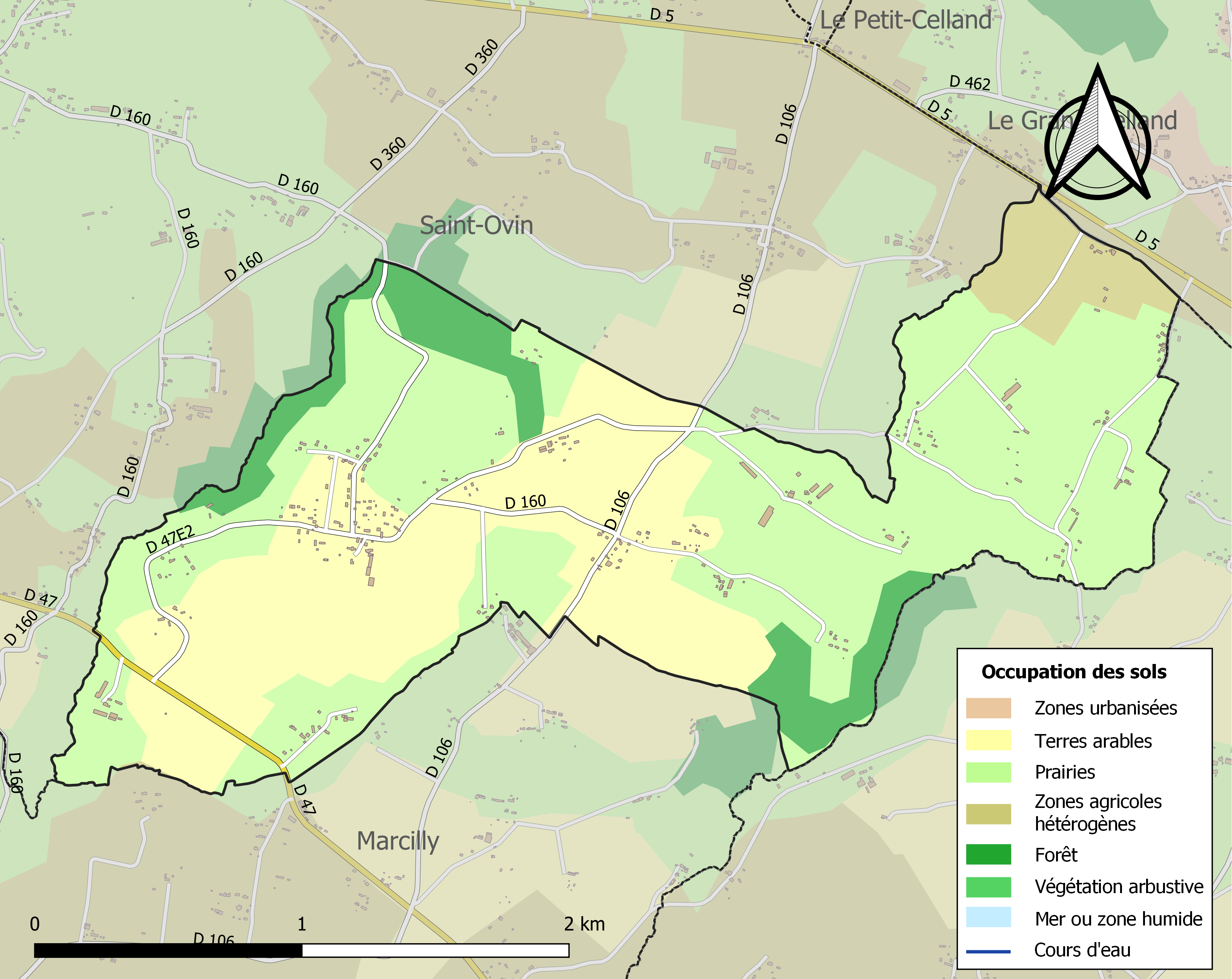
Carte des infrastructures et de l'occupation des sols de la commune en 2018 (CLC).

## Toponymie
Le nom de la localité est attesté sous les formes Mesnillo Osenne en 1180 et Maisnillo Osanne sans date.
L'ancien français mesnil, « domaine rural », est à l'origine de nombreux toponymes, notamment en Normandie.
« Le domaine rural d'Ozenne », du nom du seigneur primitif Ossenne, qui a laissé que son nom comme souvenir historique ou du nom de femme médiéval Osanne ou Osenne, d'un domaine appelé « Fons Ossanae » comme étant à l'origine de "Le Mesnil-Ozenne".
Le gentilé est Mesnil-Ozennais.

### Microtoponymie
À l'origine, les hameaux en Launay-Y désignaient un bois d'aulnes appartenant à la famille Y.
Les hameaux en Y-ère/-erie sont des habitats ultérieurs, résultant du développement démographique de la Normandie. Ils désignaient la ferme de la famille Y, fondée sur les nouvelles terres obtenues par les grands défrichements des XIe – XIIIe siècle. Les essarts prennent le nom des défricheurs, suivi de la désinence -erie ou -ière. Les autres hameaux en Hôtel / Le / Maison… Y sont des constructions encore plus tardives, ils désignent la propriété de la famille Y.

## Histoire
Parmi les seigneurs du village on cite les familles de Grimault, de Le Couvers et de la Broize.
C'est probablement Guillaume de La Broise (1600-1692), seigneur du Mesnil-Ozenne, qui construisit au XVIIe siècle un manoir avec deux tourelles. Le manoir possédait une chapelle dédiée à saint Roch.
En 1972, Le Mesnil-Ozenne s'associe, avec La Boulouze, à Saint-Ovin. La commune reprend son indépendance en 1984.

## Politique et administration

### Circonscriptions administratives avant la Révolution
- Généralité : Caen.
- Élection : Mortain.
- Sergenterie : Corbelin (siège à Saint-Hilaire-du-Harcouët).

### Les maires
| Période                                  | Période  | Identité    | Étiquette | Qualité    |
| ---------------------------------------- | -------- | ----------- | --------- | ---------- |
| 2001                                     | En cours | Guy Trochon | SE        | Enseignant |
| Les données manquantes sont à compléter. |          |             |           |            |

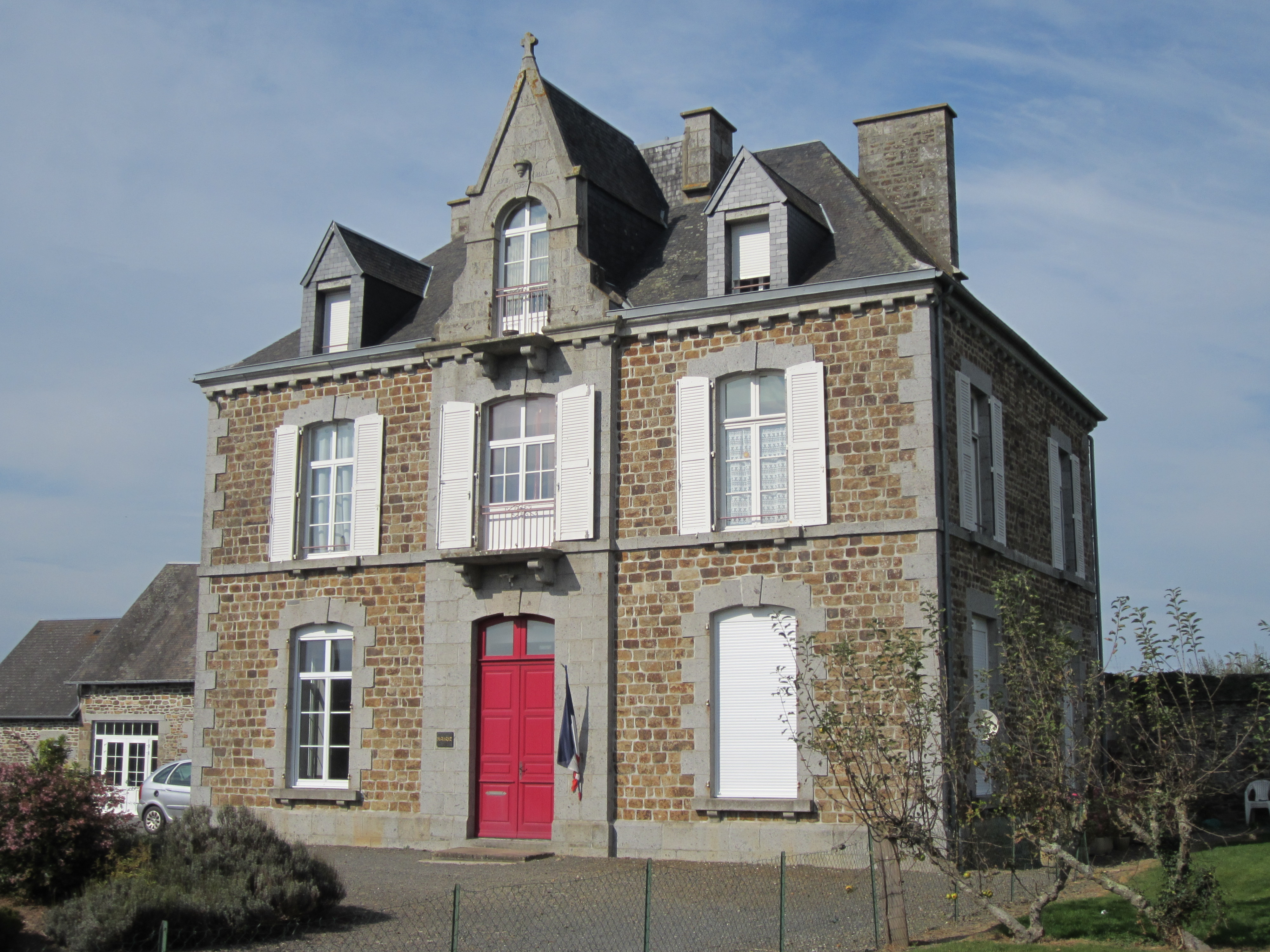
Mairie.

Le conseil municipal est composé de onze membres dont le maire et deux adjoints.

## Démographie
L'évolution du nombre d'habitants est connue à travers les recensements de la population effectués dans la commune depuis 1793. Pour les communes de moins de 10 000 habitants, une enquête de recensement portant sur toute la population est réalisée tous les cinq ans, les populations de référence des années intermédiaires étant quant à elles estimées par interpolation ou extrapolation. Pour la commune, le premier recensement exhaustif entrant dans le cadre du nouveau dispositif a été réalisé en 2007.
En 2022, la commune comptait 269 habitants, en évolution de +1,89 % par rapport à 2016 (Manche : −0,31 %, France hors Mayotte : +2,11 %).
Le Mesnil-Ozenne a compté jusqu'à 382 habitants en 1836.
| 1793 | 1800 | 1806 | 1821 | 1831 | 1836 | 1841 | 1846 | 1851 |
| ---- | ---- | ---- | ---- | ---- | ---- | ---- | ---- | ---- |
| 362  | 341  | 360  | 360  | 363  | 382  | 344  | 377  | 362  |

| 1856 | 1861 | 1866 | 1872 | 1876 | 1881 | 1886 | 1891 | 1896 |
| ---- | ---- | ---- | ---- | ---- | ---- | ---- | ---- | ---- |
| 346  | 315  | 344  | 326  | 316  | 288  | 284  | 296  | 270  |

| 1901 | 1906 | 1911 | 1921 | 1926 | 1931 | 1936 | 1946 | 1954 |
| ---- | ---- | ---- | ---- | ---- | ---- | ---- | ---- | ---- |
| 243  | 240  | 246  | 234  | 240  | 251  | 238  | 227  | 208  |

| 1962 | 1968 | 1990 | 1999 | 2006 | 2007 | 2012 | 2017 | 2022 |
| ---- | ---- | ---- | ---- | ---- | ---- | ---- | ---- | ---- |
| 194  | 177  | 150  | 138  | 213  | 224  | 244  | 268  | 269  |

## Lieux et monuments
- Église Saint-Martin (XIXe siècle). Reconstruite vers 1850, l'ensemble du mobilier, dont les boiseries inscrites au titre objet aux monuments historiques[34] est du XIXe siècle dont une statue de saint Martin. Elle abrite une verrière (XXe) non signée[27]. Au pied de la tour, pierre tombale de 1722[26].
- Table d'orientation au village des Mares et panorama sur la baie du mont Saint-Michel.
- Château (XVIIe – XVIIIe siècles) au lieu-dit le Manou. Possession des de La Broise, seigneurs du Mesnil-Ozenne, puis des Saint-Léger. Il n'en subsiste que des vestiges (entrée, communs, etc.)[27].

Le manoir aurait été construit, probablement par Guillaume de La Broise (1600-1692), seigneur du Mesnil-Ozenne, avec deux tourelles. Son fils, Jean de La Broise (1626-1677) seigneur du Mesnil-Ozenne fut tué en duel. Antoine Jean René de La Broise de Saint-Léger (1779-1856), finança avec l'aide de la paroisse la tour du clocher de l'église qui avait été entièrement reconstruite au début du XIXe siècle. Le manoir avait sa propre chapelle, consacrée à saint Roch.
- Vallée du Brûlay.
- Trois croix de chemin (XVIIe, XVIIIe et XIXe siècles), dont une à l'entrée du village, en granit, datée 1693, et une vers la Boulouze.
- Calvaire (XIXe siècle).
- Croix de cimetière (XIXe siècle).
- Grotte du Val, réplique de la grotte de Lourdes.
- Ancien presbytère (XIXe siècle), reconverti en mairie.
- Lavoir.

Église Saint-Martin
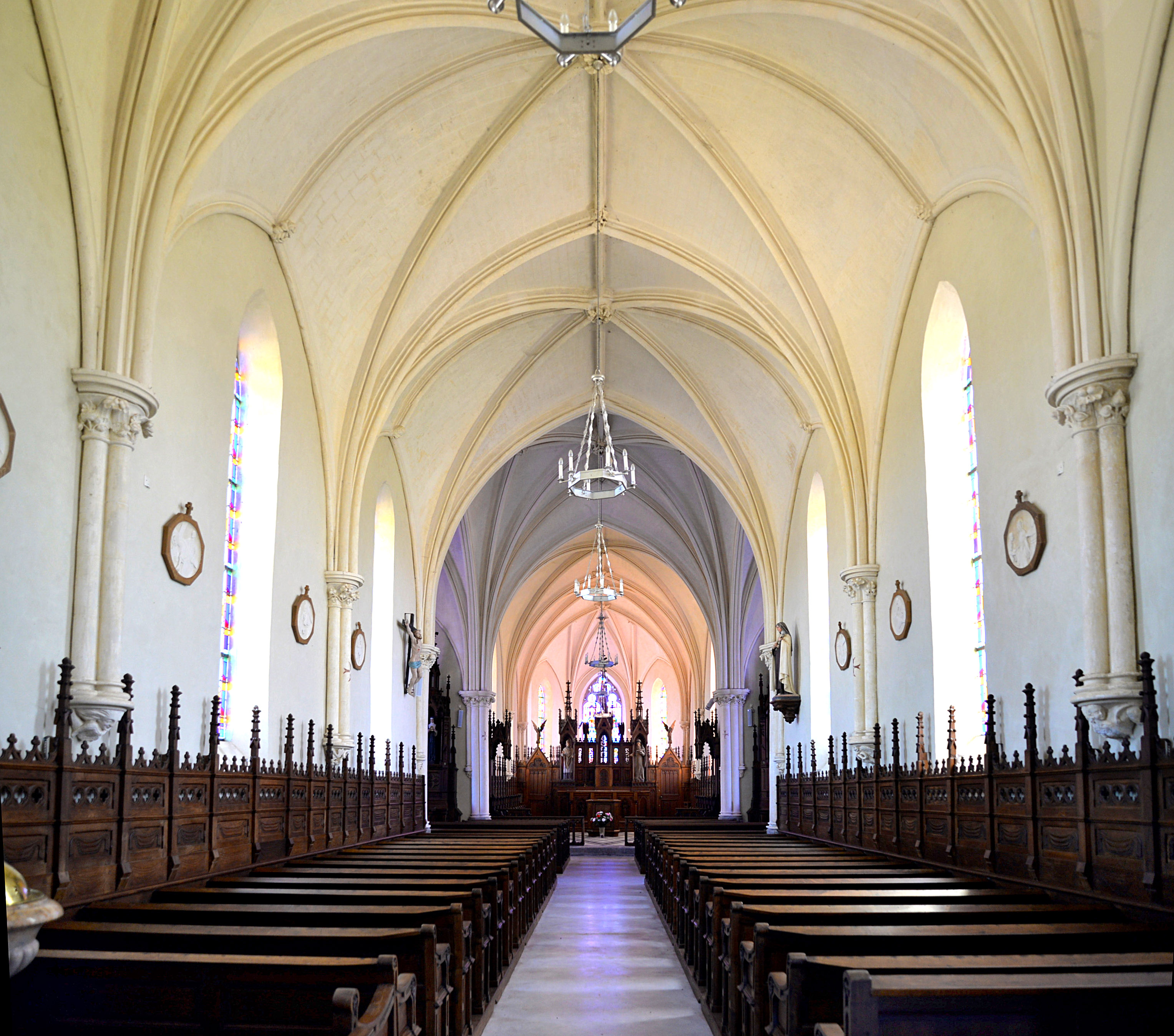
La nef.
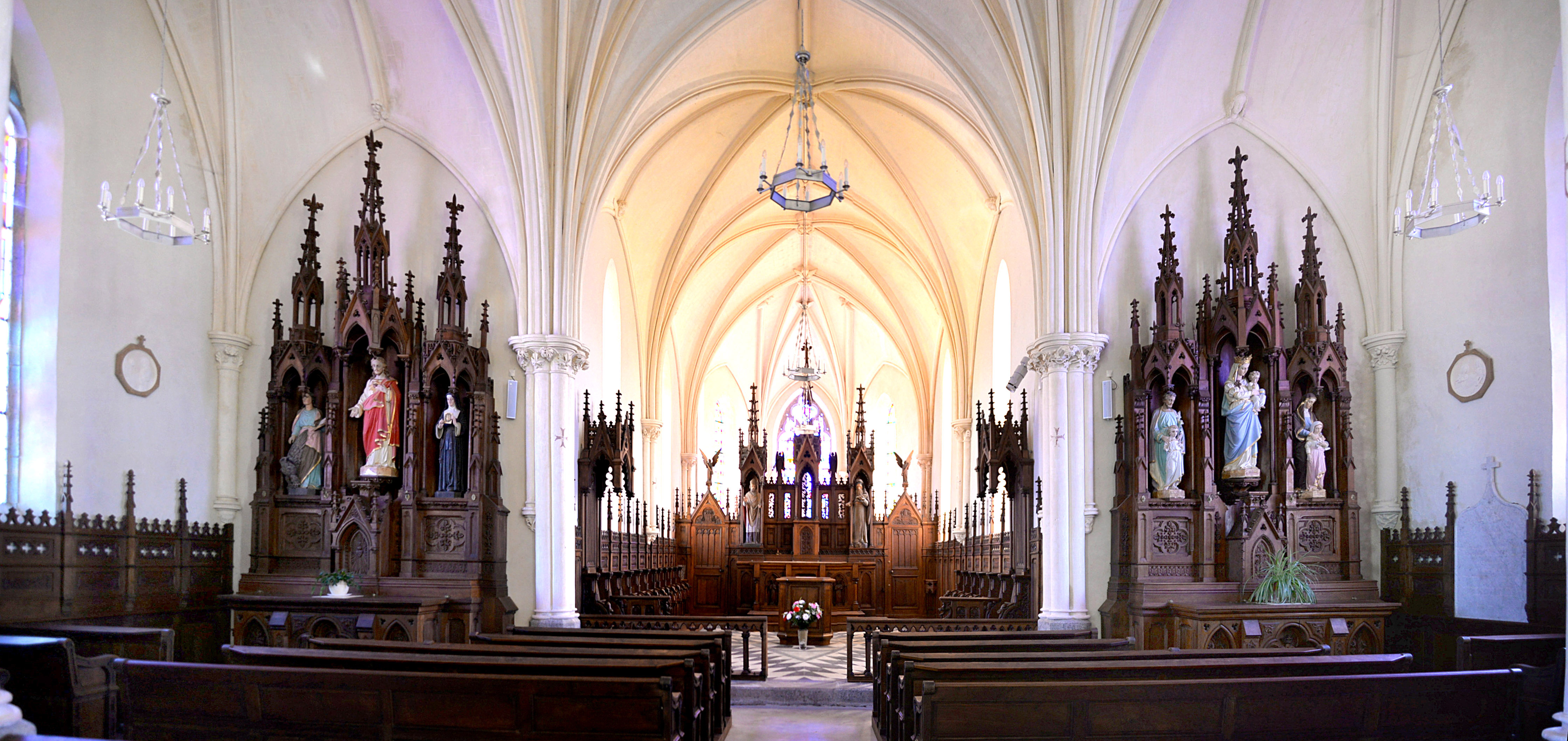
Le chœur.

## Activité et manifestations
- Trail « de la Table d'orientation », en fin d'hiver ou au printemps[35].